# Terceiro setor
Terceiro setor é uma terminologia  sociológica que dá significado a todas as iniciativas privadas de utilidade pública com origem na sociedade civil. A palavra é uma tradução do inglês third sector, uma expressão muito utilizada nos Estados Unidos para definir as diversas organizações sem vínculos diretos com o primeiro setor (público, o Estado) e o Segundo setor (privado, o mercado).
De um modo mais simplificado o terceiro setor é o conjunto de entidades da sociedade civil com fins públicos e não lucrativos, conservados pela ênfase na participação voluntária em âmbito não governamental.

## História
Historicamente, o Terceiro Setor foi o primeiro a surgir mas passou muito tempo até que ganhasse um conceito próprio, não sendo ainda consensual a sua definição. Tal como todas as áreas das humanidades, que não se regem por ciências exactas, as fronteiras que delimitam o Terceiro Sector ainda não estão perfeitamente consolidadas. Trata-se de um campo de investigação que permanece em busca de uma afirmação, uma vez que engloba um conjunto heterogéneo e diversificado de organizações da sociedade civil. No entanto, é possível fazer uma distinção com alguma clareza, dado que estas organizações apresentam características diferentes das que compõem os restantes sectores.

## Definição
Apesar de várias definições encontradas sobre o terceiro setor, existe uma definição que é amplamente utilizada como referência, inclusive por organizações multilaterais e governos. Proposta em 1992, por Salamon & Anheier, trata-se de uma definição estrutural/operacional, composta por cinco atributos estruturais ou operacionais que distinguem as organizações do terceiro setor de outros tipos de instituições sociais. São eles:
- Formalmente constituídas: alguma forma de institucionalização, legal ou não, com um nível de formalização de regras e procedimentos, para assegurar a sua permanência por um período mínimo de tempo.
- Estrutura básica não governamental: são privadas, ou seja, não são ligadas institucionalmente a governos.
- Gestão própria: realiza sua própria gestão, não sendo controladas externamente.
- Sem fins lucrativos: a geração de lucros ou excedentes financeiros deve ser reinvestida integralmente na organização. Estas entidades não podem distribuir dividendos de lucros aos seus dirigentes.
- Trabalho voluntário: possui algum grau de mão de obra voluntária, ou seja, não remunerada ou o uso voluntário de equipamentos, como a computação voluntária.

O terceiro setor é constituído por organizações sem fins lucrativos, não governamentais, que têm por objetivo gerar serviços de carácter público.
Está enraizado na história económica da generalidade dos países, constituindo-se como um parceiro privilegiado da governação.
Há muito que o terceiro setor deixou de ser "um resíduo" deixado pelos outros setores, Estado e Mercado, gerando uma dinâmica própria e contribuindo de forma inequívoca para o desenvolvimento económico de algumas regiões, através da criação de emprego e promoção socioeconómica das regiões.

## Tipos de organizações no Brasil
Dentro das organizações que fazem parte do Terceiro Setor, estão as ONGs (Organizações Não Governamentais), entidades filantrópicas, OSCIP (Organização da Sociedade Civil de Interesse Público), organizações sem fins lucrativos e outras formas de associações civis sem fins lucrativos.
No âmbito jurídico, no Brasil, em estudo intitulado “As Fundações Privadas e Associações sem Fins Lucrativos no Brasil 2002”, realizado pelo Instituto Brasileiro de Geografia e Estatística (IBGE) e pelo Instituto de Pesquisa Econômica Aplicada (IPEA), em parceria com a Associação Brasileira de Organizações não Governamentais (ABONG) e o Grupo de Institutos, Fundações e Empresas (GIFE), foram identificadas mais de 500 mil instituições no Terceiro Setor.
Essas entidades, em função da sua natureza jurídica, são compostas de 14 categorias:
- Organização Social;
- Organização da Sociedade Civil de Interesse Público (OSCIP);
- Outras Fundações Mantidas com Recursos Privados;
- Serviço Social Autônomo;
- Condomínio em Edifícios;
- Unidade Executora (Programa Dinheiro Direto na Escola);
- Comissão de Conciliação Prévia;
- Entidade de Mediação e Arbitragem;
- Filial, no Brasil, de Fundação ou Associação Estrangeira;
- Fundação ou Associação Domiciliada no Exterior;
- Entre Outras Formas de Associação.

No mesmo estudo, que tem como um dos objetivos servir de comparativo com outros países, foi aplicada uma metodologia internacional desenvolvida pelas Nações Unidas que tem como base os critérios definidos por Salamon & Anheier, reduzindo-se o número de instituições sem fins lucrativos para 276 mil. Para atender aos critérios internacionais, algumas categorias foram excluídas permanecendo três figuras jurídicas correspondentes no novo Código Civil: associações, fundações e organizações religiosas (que foram recentemente consideradas como uma terceira categoria).

## Controvérsia
Existe uma discussão de quais seriam os contornos do Terceiro Setor, pois suas organizações utilizam recursos do Estado e do Mercado. Além disso, o trabalho voluntário (no qual uma pessoa doa o seu tempo e talento em prol de uma causa solidária) implicaria um investimento econômico do mesmo sem a necessidade de estar vinculado a uma organização.
Além disso, se discute se no Brasil é constitucional que a Administração Pública se utilize das entidades do Terceiro Setor para fins de fuga do regime jurídico-administrativo, fuga do concurso público e das licitações, assim como burla à Lei de Responsabilidade Fiscal. São exemplos de burla a utilização de Contratos de Gestão com Organizações Sociais para a contratação de médicos e professores, sem concurso público, segundo Tarso Cabral Violin (Terceiro Setor e as Parcerias com a Administração Pública).

## Composição
O Terceiro Setor não é público nem privado, mas sim uma junção do setor estatal e do setor privado para uma finalidade maior, suprir as falhas do Estado e do setor privado no atendimento às necessidades da população, numa relação conjunta.
A sua composição é lastreada por organizações sem fins lucrativos, criadas e mantidas pela participação voluntária, de natureza privada, não submetidas ao controle direto do Estado, dando continuidade às práticas tradicionais da caridade, da filantropia, trabalhando para realizar objetivos sociais ou públicos, proporcionando à sociedade a melhoria na qualidade de vida, atendimento médico, eventos culturais, campanhas educacionais, entre tantas outras atividades.

## Direcionamento
Em termos ideológicos, poderia ser definido dentro do campo da social-democracia, pois pretende tornar o capitalismo mais humano. Os seus membros se entendem mais como gestores sociais (profissionais) do que como militantes (categoria mais vinculada ao conceito de sociedade civil de Antonio Gramsci).
O Terceiro Setor é o conjunto de agentes privados com fins públicos, cujos programas visam atender direitos sociais básicos e combater a exclusão social e, mais recentemente, proteger o patrimônio ecológico. A presença deste componente aponta que o mercado não atende, em sua totalidade, às necessidades e interesses no meio o qual se encontra.